# Maurizio Sabatini
Maurizio Sabatini (Roma, 1956) è uno scenografo e architetto italiano.
Ha ricevuto e il David di Donatello per il miglior scenografo nel 2013 per il film La migliore offerta. Ha collaborato con i registi Roberto Benigni, Ermanno Olmi, Roberto Faenza, Giuseppe Tornatore e Liliana Cavani. Soprattutto ad inizio carriera ha collaborato con Danilo Donati, fino alla morte di quest'ultimo avvenuta nel 2001.

## Filmografia

### Cinema
- Stradivari, regia di Giacomo Battiato (1988) - assistente
- Francesco, regia di Liliana Cavani (1989) - assistente
- I magi randagi, regia di Sergio Citti (1996) - direttore artistico
- La vita è bella, regia di Roberto Benigni (1997) - assistente
- Pinocchio, regia di Roberto Benigni (2002) - direttore artistico
- La tigre e la neve, regia di Roberto Benigni (2005)
- Il prossimo tuo, regia di Anne Riitta Ciccone (2008) - direttore artistico
- Baarìa, regia di Giuseppe Tornatore (2009)
- La migliore offerta, regia di Giuseppe Tornatore (2013)
- Voce umana, regia di Edoardo Ponti (2014) - cortometraggio
- La corrispondenza, regia di Giuseppe Tornatore (2016)
- Brutti e cattivi, regia di Cosimo Gomez (2017)
- Il peccato - Il furore di Michelangelo, regia di Andrej Končalovskij (2019)
- La vita davanti a sé (The Life Ahead), regia di Edoardo Ponti (2020)
- Il mio nome è vendetta, regia di Cosimo Gomez (2022)
- L'ordine del tempo, regia di Liliana Cavani (2023)

### Televisione
- La terra del ritorno, regia di Jerry Ciccoritti – miniserie TV (2004)
- Sopravvissuti, regia di Carmine Elia – serie TV (2022)
- Noi siamo leggenda – serie TV (2023)

## Riconoscimenti
- Nastri d'argento 2010 - Nastro dell'anno per Baarìa
- Premio Flaiano 2010 - Miglior production design per Baarìa
- Nastri d'argento 2013 - migliore scenografia per La migliore offerta
- David di Donatello 2013 - miglior scenografo per La migliora offerta
- Ciak d'oro 2010 - Migliore scenografia per Baaria[1]